# 東風・EQ2102

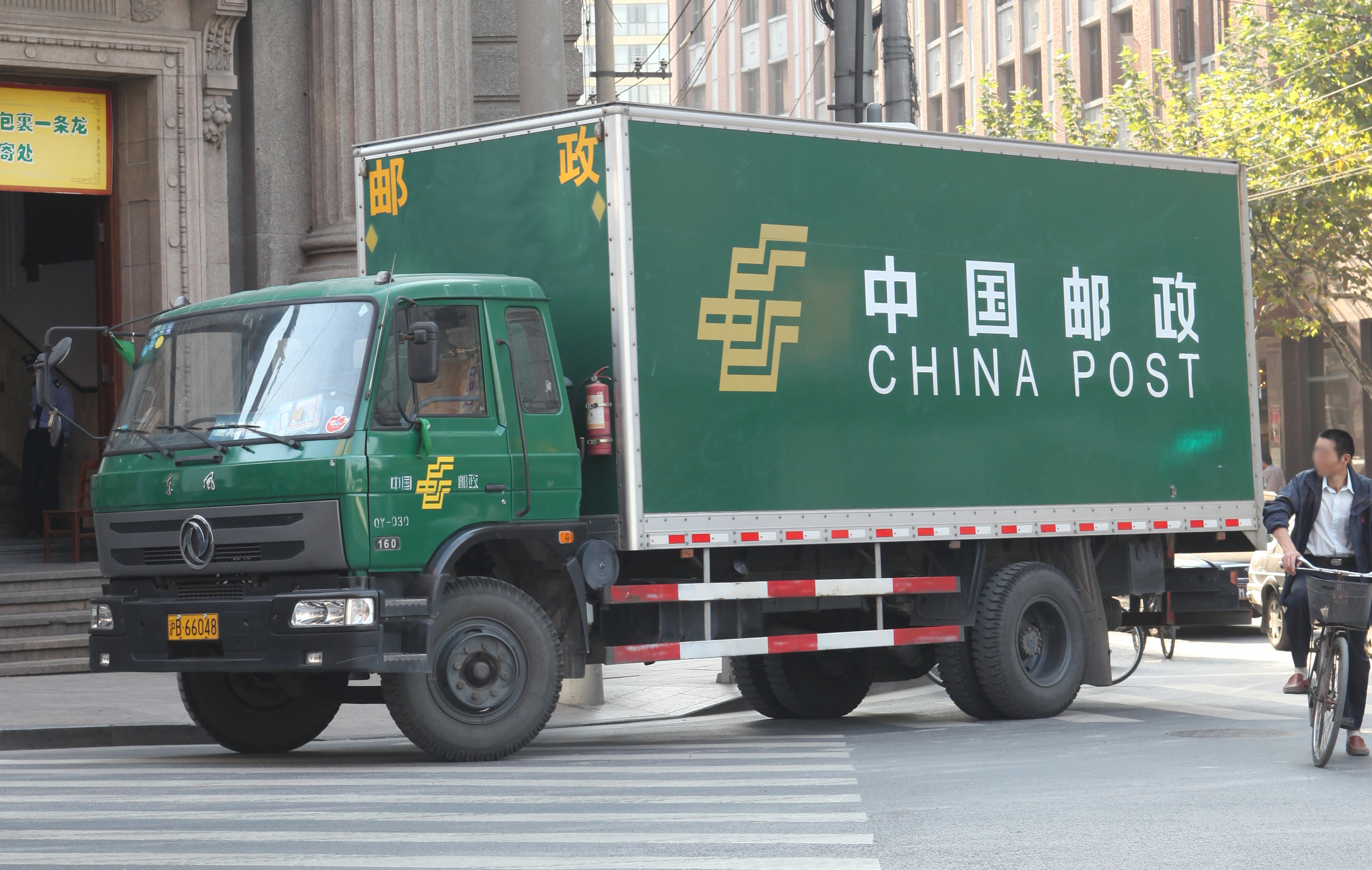
中国郵政により使用される東風・145

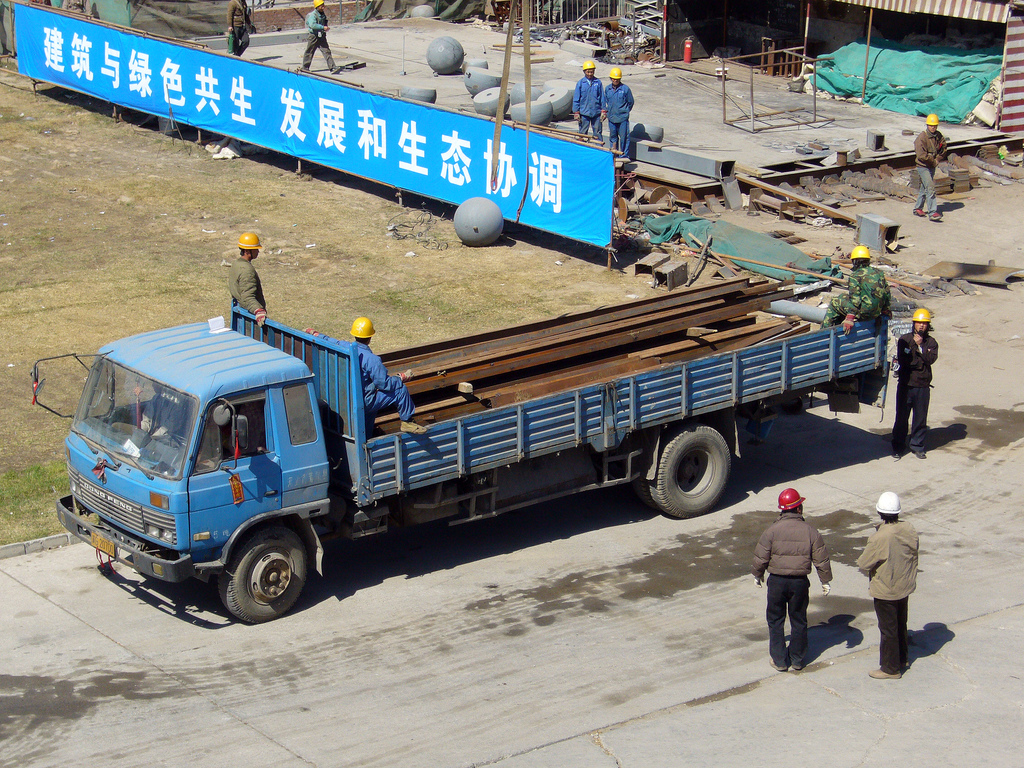
東風・145の民間仕様

EQ2102は、中国の自動車メーカー、東風汽車集団により製造・販売される3.5トントラックである。
中国人民解放軍により兵士・物資の輸送用として使用される。

## 概要
1990年頃にCA-30とEQ245/EQ2100の後継車種として軍に導入された。160馬力を発揮するディーゼルエンジンを搭載。日産ディーゼル・コンドルCM系をベースとする。 
民間仕様は車型に応じ、EQ1101からEQ5108まで設定されるが、主に東風・145と呼称される。改良後は東風・160と呼称される。

## バリエーション
- 1+4 (EQ2102)
- 1+2 (EQ2102G)

## 主要諸元
- シート数: 1+4（EQ2102）又は 1+2（EQ2102G）
- 車輪数: 6X6
- 重量（積荷無し）: 6,920kg（ウインチ非装着車）又は7,120kg（ウインチ装着車）
- 積載量: 5,000kg（ロード）又は3,500kg（クロスカントリー）
- 牽引重量: 4,800kg
- 全長: 7,495mm
- 全幅: 2,470mm
- 全高: 3,240mm
- ホイールベース: 3,475mm又は1,250mm
- トラック: 前1,876mm後1,870mm
- 地上高: 305mm
- 最高速度: 90km/h